# Исфандияр

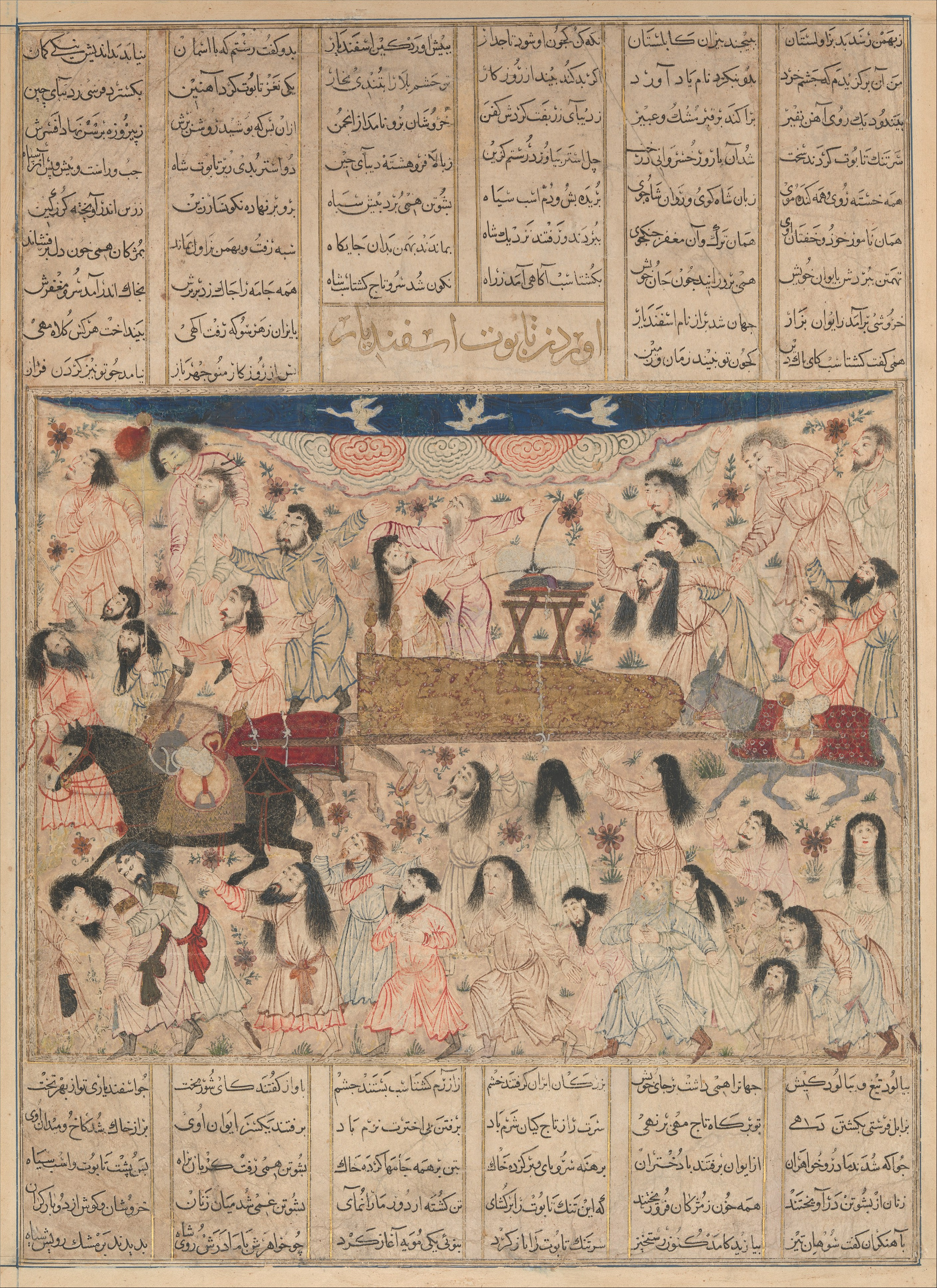

Исфандиар (авест. Spəntōδāta-, «созданный благочестием»; пехл. Spandadāt; перс. اسفندیار‎, тадж. Исфандиёр) — персонаж иранского эпоса и «Шахнаме». Доблестный воин, погибший от руки Рустама.
Его эпитет «бронзовотелый» связывают с общеиндоевропейским мифом о неуязвимом герое (ср. Карна и Ахилл); в разных версиях неуязвимость Исфандиара связана с заклятием Зардошта или проглоченным им зёрнышком граната.

## В «Авесте» и пехлевийских текстах
Поклонение фраваши Спентодаты упомянуто во «Фравардин-яште».
Сочинение «Вавилонское дерево» называет его рядом с Ротестахмом.
В «Предании о сыне Зарера» Спендидад — один из иранских героев, выходящих на бой с хионитами (§ 61). После того, как Баствар мстит за погибшего Зарера, Спендидад выбивает с вершины горы войско Аржаспа и отбрасывает его на равнину (§ 111). Хиониты разгромлены иранцами, Аржасп попадает в плен, Спендидад лишает пленного царя руки, ноги, уха и глаза и на бесхвостом осле отправляет обратно в его страну, как и было предсказано Джамаспом (§§ 67, 113—114).
По «Бундахишну», Спенд-дат — сын Виштаспа и отец Вохумана (Бахмана), Атар-тариша и Митр-тариша.
В пехлевийском сочинении «Шиканд Гуманик Вачар» (10, 67) Спендидад, как и его брат Зариварай, назван зачинщиком усобиц, который покорился вере как ярму.

## Образ в «Шахнаме»
Исфандиар — сын царя Гоштаспа и дочери румского кейсара Нахид (она же Кетаюн), брат Пашутана, у него четыре сына: Бахман, Мехр-Нуш, Тус и Нуш-Азар.

### Первая война сТураном
После принятия Гоштаспом зороастрийской веры начинается война с Тураном. Исфендиар участвует в совете, отвергающем требования туранского царя Арджаспа.
В упорной битве иранцы доблестно сражаются, но многие герои погибают. После убийства Зерира Бидрефшем Гоштасп совещается с сыновьями и обещает, если станет победителем, возвести Исфендиара на трон. Исфендиар смело атакует врага, приходит на помощь сыну Зерира Нестуру, сражающемуся с Бидрефшем, отражает удар меча туранца и убивает того. Исфендиар ведет войско в решающее наступление, иранцы одерживают победу, а Эрджасп ночью бежит. Исфендиар дарит жизнь пленным и оплакивает Зерира и других павших.
По поручению отца Исфандиар путешествует по свету, мирно обращает народы в веру Зардошта и рассылает им Авесту.

### Заточение и вторая война
Иранец Горезм клевещет на Исфендиара, сообщив Гоштаспу, что царевич намерен заточить отца. Гоштасп посылает к сыну Джамаспа. Исфендиар беседует с Бехменом и другими сыновьями, встречает посла, после чего едет к отцу. Обратившись к мобедам и получив их одобрение, Гоштасп заточает сына в крепости Гонбедан-деж, приковав его к четырём столбам.
Проходит некоторое время. Пока Гоштасп с войском два года пребывает в Систане, об этом узнаёт туранский разведчик. Туранское войско царевича Кохрема вторгается в Иран, разоряет Балх, убивая Лохраспа, а затем побеждает и войско Гоштаспа. Убиты 38 сыновей Гоштаспа. Иранское войско укрывается на горе. Джамасп советует Гоштаспу призвать Исфендиара, пробирается сквозь вражеский стан и добирается до крепости, где держат Исфендиара.
Исфендиар вначале отказывается от освобождения, но, услышав о ранении своего брата Фершидверда, соглашается и сам разрывает свои цепи, после чего снаряжается для битвы. Исфендиар берёт с собой сыновей Бехмена и Азера, молится к Йездану и едет к брату. После краткого разговора Фершидверд умирает. Вопреки обычаю, Исфендиар хоронит его в земле. На месте боя он видит труп Горезма и осуждает его.
Достигнув горы, где обороняется иранское войско, Исфендиар беседует с отцом и примиряется с ним. Иранцы и туранцы готовятся к бою. В битве Исфендиар совершает ряд подвигов, обращает в бегство Кохрема и пленит Горгсара. Арджасп обращается в бегство, а многие туранцы сдаются в плен.

### Семь подвигов и третья война
Гоштасп вновь посылает сына на бой с Арджаспом, поручая ему освободить из плена своих сестёр.
Пленник Горгсар обещает привести войско Исфендиара к стенам Руин-дежа («медного замка») и рассказывает, что до него можно дойти тремя путями. Исфандиар выбирает самый короткий, но при этом самый опасный.
По пути Исфандиар, следуя советам Горгсара, совершает семь подвигов:
1. Убивает двух огромных волков;
2. Убивает льва и львицу;
3. Убивает дракона (аждахара), извергающего огонь и яд, спрятавшись в железном сундуке, который чудовище проглотило;
4. Убивает колдунью (гуль), принявшую облик красавицы и пытавшуюся его соблазнить (но Исфендиар затягивает у неё аркан на шее);
5. Убивает Симурга, опять воспользовавшись железным сундуком и повозкой с мечами, атакуя которую, Симург изранил себя;
6. Когда начинается метель; войско Исфандиара совершает переход через снежные заносы;
7. Переходит через реку по броду, указанному Горгсаром.

Тогда Исфандиар спрашивает Горгсара, будет ли он радоваться победе иранцев над туранцами, которая близка. Однако Горгсар призывает гнев неба на Исфандиара, и царевич убивает его.
Приблизившись к Руин-дежу, Исфандиар оставляет командование над войском Пашутану, а сам проникает в город хитростью: притворяется купцом, снаряжает караван и прячет отборных воинов в сундуки. Эрджасп разрешает ему начать торговлю в городе. В городе Исфендиар находит своих сестёр Хомай и Бехафарид, а затем устраивает пир для туранцев.
Войско Пешутена нападает на город, а туранское войско выступает навстречу. Ночью Исфендиар выпускает из сундуков свой отряд и ведет его на штурм дворца. Сам Исфендиар в поединке убивает Эрджаспа, после чего вместе с отрядом и освобожденными сестрами покидает город.
Наутро туранцы, узнав о гибели своего царя, деморализованы. Возобновляется бой, в поединке Исфендиар побеждает Кохрема и пленит его, туранцы разгромлены. Мстя за гибель Лохраспа, Исфендиар приказывает повесить за ноги Кохрема и его брата Эндеримана и сообщает отцу о победе.

### Исфендиар иРустам
Гоштасп, не желая уступать сыну престол, требует от него еще одного подвига: привести к нему в цепях величайшего из героев, Рустама.
Исфендиар приезжает к Рустаму, и герои пируют и похваляются своими подвигами. Рустам не желает сковывать себя цепями, но пытается уклониться от боя. Пешутен отговаривает Исфендиара, но тот следует приказу отца.
Герои, равные в силе и доблести, сражаются, но никому не удаётся одержать верх. Тем временем сыновья Исфендиара ввязываются в бой со сторонниками Рустама. Нуш-Азер гибнет от руки Зеваре (брата Рустама), а Мехр-Нуш — от руки его сына Ферамарза. Исфендиар гневается.
Рустам тяжело изранен стрелами Исфендиара, в то время как царевич неуязвим. Рустам обращается в бегство. Его отец Заль вызывает Симурга, и тот исцеляет Рустама и показывает ему ветку дерева гяз (тамариск), стрела из которого может погубить Исфендиара.
Наутро Рустам вновь обращается к Исфендиару, готовясь отдать ему любые сокровища и прибыть к царю, но отказывается надеть на себя цепи, однако Исфендиар непреклонен. Тогда Рустам поражает его стрелой в глаз, следуя совету Симурга и Заля. Исфендиар умирает, оплакиваемый Пешутеном и Бехменом. Умирая, он обвиняет в своей участи коварного отца, а не Рустама, и поручает Рустаму своего сына Бехмена. Родители, родственники и все иранцы оплакивают Исфендиара, а Пешутен обвиняет Гоштаспа в смерти сына.